# J'ai toujours rêvé d'être un gangster
Pour plus de détails, voir Fiche technique et Distribution.
J'ai toujours rêvé d'être un gangster est un film à sketches français écrit et réalisé par Samuel Benchetrit et sorti en 2008.

## Synopsis
Quatre histoires se déroulent dans ou autour d'une cafétéria, au bord d'une nationale.
On fait connaissance, tour à tour : d'un braqueur sans arme dont la victime est elle-même une braqueuse, armée ; de deux ravisseurs très amateurs qui enlèvent une adolescente suicidaire ; de deux chanteurs qui parlent d'un tube volé ; de cinq septuagénaires qui se retrouvent autour de leur « planque » d'antan. Trois des histoires, qui semblent distinctes au début, se révèleront au cours du film avoir quelques résonances, jusqu'à l'étonnant épilogue.

## Fiche technique
- Titre original : J'ai toujours rêvé d'être un gangster
- Titre anglophone : I Always Wanted to Be a Gangster
- Réalisateur et scénario : Samuel Benchetrit
- Photographie : Pierre Aïm
- Montage : Sophie Reine
- Musique : Dimitri Tikovoï
- Décors : Nicolas Faure
- Costumes : Hanna Sjödin
- Maquillage : Laurence Otteny
- Supervision des effets visuels : Alain Carsoux
- Production : Olivier Delbosc et Marc Missonnier
- Sociétés de production : Fidélité Films, Virtual Films, Wild Bunch
- Société de distribution : Mars Distribution (France)
- Pays d'origine :  France
- Langue originale : français
- Format : noir et blanc - 1,37:1 - 35mm
- Genre : comédie dramatique, film de gangsters, film à sketches
- Durée : 108 minutes
- Dates de sortie :
  - Suisse : 3 août 2007 (festival de Locarno)
  - États-Unis : 18 janvier 2008 (festival de Sundance)
  - France : 26 mars 2008
  - Belgique : 26 mars 2008

## Distribution
- Anna Mouglalis : Suzie la serveuse
- Édouard Baer : le braqueur
- Jean Rochefort : Jean
- Laurent Terzieff : Émile
- Jean-Pierre Kalfon : Max
- Venantino Venantini : Joe
- Roger Dumas : Pierrot « la pince »
- Alain Bashung : lui-même
- Arno : lui-même
- Bouli Lanners : Léon, le ravisseur barbu
- Serge Larivière : Paul, le ravisseur fan de Bob Marley
- Selma El Mouissi : Malaury, l'adolescente enlevée
- Gérald Laroche : le patron
- Gabor Rassov : le cuisinier
- Samuel Benchetrit : le narrateur (voix - non crédité)

## Production

### Genèse du projet
Après la sortie de son 1er long métrage Janis et John en 2003, Samuel Benchetrit est quelque peu déçu par son film. De plus, il a un projet avec Roberto Benigni qui ne peut être financé. Il se remet à revoir des films italiens des années 1960. Il a alors l'idée de réaliser un film hommage à ceux-ci, avec un budget réduit,.
Il écrit d'abord l'histoire des ravisseurs et de l'adolescente rebelle. Mais une fois terminée, il s'aperçoit que son histoire est courte mais est pourtant bien construite. Il a alors l'idée d'un film à sketches pour rendre hommage au cinéma qu'il aime, notamment au film de Martin Scorsese Les Affranchis, son 1er « choc » cinématographique :

« Je regarde Les Affranchis, et pour la première fois, je comprends qu’il y a un autre personnage que ceux que l’on voit sur l’écran. Quelqu’un qui m’emmène, et qui décide de me montrer ce qu’il veut, à sa façon. Le plan-séquence où l’on suit Ray Liotta et Lorraine Bracco de dos en est un bon exemple. Comment montrer la puissance de ce jeune homme : le suivre en temps réel dans les coulisses d’un restaurant, là où un type lambda n’a pas le droit d’entrer. Donc, je me suis souvenu de la première phrase de ce film : « Aussi loin que je me souvienne, j’ai toujours voulu être un gangster ». »

— Samuel Benchetrit, Entretien pour CommeAuCinéma.com
Il écrit ensuite une histoire sur des vieux braqueurs qui veulent faire un dernier casse, puis développe le personnage de la serveuse, pour lier plus ou moins ses histoires.
Au départ, le réalisateur veut faire produire son film en dehors du « système », par des mécènes. Mais il se résigne et fait appel à la société Fidélité Productions.

« Je leur ai confié la production en leur demandant de se limiter volontairement à un petit budget pour respecter mes envies de départ sur ce projet. Je leur ai expliqué les choses : film à sketches. Noir et blanc. Format 1.37. Et ils ont dû faire une drôle de tête ! Chaque film contient une originalité qui, souvent, se traduira par une difficulté financière pour le producteur. C'est pour cette raison qu'il faut dès le départ avoir une explication avec ceux qui vont monter au front des financements. Si on tarde, c'est foutu. Je sais que mes producteurs tiennent à me suivre et qu'ils sont, avec ce film, prêts à prendre des risques pour moi. Avec Wild Bunch, ils ont quasiment monté le film en fonds propres, sans télé à part Canal+. »

— Samuel Benchetrit

### Distribution des rôles
Dès l'écriture, Samuel Benchetrit avait pensé aux acteurs belges Bouli Lanners et Serge Larivière, qu'il avait rencontrés des années auparavant à Bruxelles. De plus, il avait pensé aux chanteurs Alain Bashung et Arno. Alors que le premier a accepté tout de suite, le second a été plus long à convaincre. Ayant d’abord pensé à Jacques Higelin qui n’était pas libre, Samuel Benchetrit proposa le rôle à Arno.
La jeune Selma El Mouissi a quant à elle été choisie sur casting.

« La chance a voulu que Selma El Mouissi fut la première. Elle m’a dit un truc qui m’a fait marrer. Je lui ai demandé quel genre de films elle aimait, elle m’a répondu ceux de Tim Burton. Et puis elle a repris : « Non, ceux que Tim Burton doit voir pour faire ses films ». Pas mal non ? Selma est une jeune fille très simple et timide. Je ne voulais pas une adolescente à problèmes. Je ne veux pas travailler avec des gens qui sont au bord du suicide. Surtout une jeune fille. Elle va très bien, Selma, et ça me plaît »

— Samuel Benchetrit, Entretien pour CommeAuCinéma.com
Pour l'équipe des vieux braqueurs, le réalisateur choisit en premier Jean Rochefort. Ce dernier lui demandait souvent de lui écrire quelque chose, après avoir lu l'un de ses romans. Samuel Benchetrit pense ensuite à Jean-Pierre Kalfon, puis à Roger Dumas, qu'il vient de diriger au théâtre dans Moins 2. Laurent Terzieff appréciait les pièces de théâtre de Samuel Benchetrit et a été séduit par le script. Le cinéaste cherche ensuite un acteur étranger, plutôt italien. Son premier assistant lui suggère Venantino Venantini.
Le rôle du braqueur amateur a été écrit pour Sergi López, mais il s'est cassé une jambe avant le tournage. Le réalisateur pense alors à Alain Chabat et Vincent Cassel, mais ils étaient trop occupés.

« Et puis, un soir, je suis tombé par hasard sur Édouard Baer. On s’est mis à parler, et j’ai vu devant moi un type cassé. Je crois qu’il était à un moment où il désirait d’autres choses. On s’est parlé le lendemain, et il m’a dit qu’il voulait faire le film. Sans même lire le scénario ou voir ce qui avait déjà été tourné. »

— Samuel Benchetrit, Entretien pour CommeAuCinéma.com

### Tournage
Samuel Benchetrit décide de tourner le film en noir et blanc avec, de plus, un format d'image plutôt obsolète : le 1,37:1. De la pellicule spécifique et très rare a été alors importée du Nouveau-Mexique.
Certaines scènes ont été assez « périlleuses » à tourner, notamment la scène entre Bashung et Arno :

« Ils sont arrivés à l’heure. Polis, professionnels, adorables mais... sans savoir leur texte. Je pense que Bashung le savait un peu mais le gardait pour lui, par timidité. On avait peu de temps pour tourner, à peine deux nuits, et telles que les choses étaient barrées, j’ai pensé qu’on n’y arriverait jamais. Alors je me suis mis entre les deux, et je leur ai dicté le texte pendant les prises. À la Lelouch ! Ça donne un rythme et des temps étranges à cette scène. Mais je crois que ça marche par rapport à ce que ça raconte et à leurs personnages. C’est étrange car je ne supporte pas qu’un acteur ne connaisse pas son texte. Et pourtant avec eux, j’ai appris que parfois ça peut donner autre chose. Pour ça, il faut avoir deux vraies personnalités comme les leurs. Bashung et Arno sont très timides. Ils ne se connaissaient pas et n’ont jamais parlé de musique ensemble. Ils se souriaient entre les prises. Et puis ils sont repartis au petit matin, en se serrant la main, comme deux gamins qui n’auraient pas osé faire connaissance. Quand je repense à ce tournage, je ne sais pas si je l’ai rêvé ou filmé, mais c’est sur la pellicule, alors ça va. »

— Samuel Benchetrit, Entretien pour CommeAuCinéma.com
De plus, la cafétéria, qui sert de décor pour de nombreuses scènes du film, a été partiellement détruite par un incendie.
Les prises de vues ont lieu à Paris, centre Commercial de Villebon 2 à Villebon-sur-Yvette (dont le parking et le restaurant McDonald's), RD 10 entre Fontenay-en-Parisis et Le Plessis-Gassot.

## Style
- Le film, en noir et blanc, adopte un ton délibérément décalé qui peut évoquer Bande à part, de Jean-Luc Godard, et rappelle, par son traitement, Coffee and Cigarettes de Jim Jarmusch. La musique italienne dans le café est celle du film Le Mépris, de Jean-Luc Godard, dans la scène de la répétition de spectacle.
- Sa bande-annonce adopte elle aussi un ton décalé, comme celle des Tontons flingueurs, dont il peut constituer une sorte d'antithèse, à travers la bande de papys qui tirent aussi peu que ces « tontons » flinguaient à tout va.
- Samuel Benchetrit précise ainsi ses intentions :

« Un film en réaction à TF1, chaîne que j'ai honte de montrer à mon fils car tout est hypercoloré, hyperaccéléré... Je voulais tendre vers l'inverse : un film plus contemplatif — quitte à être long par moments, car je savais qu'on n'y échapperait pas. Proposer quelque chose de différent qui, sans être réac, n'existe plus aujourd'hui, hélas »

— Samuel Benchetrit, Studio, mars 2008
- En toile de fond apparaissent, de façon discrète, une certaine misère sociale et de regrettables atteintes à l'environnement.

## Autour du film
- Le bébé au sein de sa mère (Anna Mouglalis) sur l'affiche du film n'est autre que Saül, la fille d'Anna et de Samuel Benchetrit, son compagnon. Le film lui est dédié.
- Le réalisateur annonça le plus tranquillement du monde, en présentant son film, qu'il avait « écrit à Jean Gabin pour lui proposer un rôle » et que celui-ci n'avait « pas répondu »[réf. nécessaire]. Roger Dumas joue en fin de compte le rôle de Pierrot.
- La voiture utilisée par les kidnappeurs est une Ford Taunus Break L.
- La scène où Édouard Baer passe son pistolet à Anna Mouglalis au péage est inspirée du film La Jetée de Chris Marker.
- Il s’agit de la dernière apparition au cinéma pour Alain Bashung.

## Distinctions
- Sélectionné pour la 27e édition du Festival de Sundance, il y décroche le Prix du Meilleur scénario dans la catégorie internationale.
- Prix spécial du jury du Festival de Quend du film grolandais en 2007.

### Revue de presse
- Dominique Deprêtre, « Un Pulp Fiction à la française », Soir Mag, Groupe Rossel, Bruxelles, 14 décembre 2013,  (ISSN 1376-4853)